# شهرستان ورن
شهرستان ورن (به فرانسوی: Veurne) در استان فلاندری غربی  در منطقه فلاندری در کشور بلژیک واقع شده‌است.